# Adalbert Sorsich von Severin
Adalbert Sorsich von Severin (maďarsky Sorsich Béla severini) (17. dubna 1860 Budapešť – 30. prosince 1930 Budapešť) byl rakousko-uherský generál maďarského původu. V c. k. armádě sloužil od roku 1877 jako absolvent vojenské školy, později strávil řadu let u jednotek uherské zeměbrany a uplatnil se i jako pedagog. Za první světové války byl povýšen do hodnosti polního podmaršála a velel různým jednotkám v Srbsku, na Balkáně a na východní frontě. Na přelomu let 1917–1918 byl krátce velitelem 6. armádního sboru v Itálii. V roce 1918 dosáhl hodnosti generála pěchoty, závěr kariéry strávil v podružné funkci velitele v Košicích a po rozpadu monarchie byl odeslán do penze.

## Životopis
Pocházel z rodiny povýšené v roce 1822 do šlechtického stavu, narodil se jako jediný syn advokáta Ference Sorsiche (1820–1889) a jeho manželky Amálie, rozené Voithové (1842–1917). Základní vzdělání získal v Drážďanech a v letech 1873–1875 studoval na námořní akademii v Rijece. Poté se rozhodl pro službu v armádě, byl zařazen k výcvikovému 25. praporu polních myslivců a další fázi vzdělání absolvoval v letech 1875–1877 na kadetní škole v Brně. Aktivní službu zahájil jako poručík (1877) v Brně a Uherském Hradišti. V roce 1878 se zúčastnil okupace Bosny a Hercegoviny a poté několik let strávil u 44. pěšího pluku dislokovaného v Mostaru a Budapešti, mezitím byl v roce 1883 povýšen na nadporučíka. V letech 1888–1890 působil jako lektor maďarštiny na Tereziánské vojenské akademii ve Vídeňském Novém Městě. V hodnosti kapitána (1889) poté sloužil u 26. pěšího pluku v Esztergomu a Győru.
V roce 1895 přešel k uherské zeměbraně a vystřídal službu u 24. zeměbraneckého pěšího pluku v Budapešti a 9. zeměbraneckého pěšího pluku v Košicích (1895–1898). Od roku 1898 již jako major několik let působil jako velitel kadetní školy uherské zeměbrany v Pécsi. V roce 1903 byl povýšen na podplukovníka a další tři roky působil v Zomboru a Šoproni. Jako plukovník (1906) pak strávil pět let jako velitel 8. zeměbraneckého pluku v Lugoji v oblasti Banátu. K datu 1. listopadu 1911 byl povýšen do hodnosti generálmajora a stal se velitelem 6. oblastního velitelství uherské zeměbrany v Kluži. O rok později byl jako velitel 82. brigády uherské zeměbrany přeložen do Veszprému a od dubna 1913 velel 80. zeměbranecké brigádě v Pécsi.

### První světová válka
V březnu 1914 byl jmenován městským velitelem v Budapešti a 1. listopadu 1914 získal hodnost polního podmaršála. Poté byl povolán na srbskou frontu, kde velel jednotkám uherské zeměbrany. Jeho vojáci neměli dostatečný výcvik pro horský terén a trpěli i nedostatkem zásob, v lednu 1916 se ale podíleli na dobytí horského masivu Lovćen, které vedlo k vyřazení Černé Hory z dalších bojů. Sorsich poté převzal velení nově zformované 63. pěší divize a zúčastnil se dobytí přístavu Drač v Albánii (únor 1916). Jako velitel 70. a 71. divize uherské zeměbrany byl poté přeložen na východní frontu, kde se mu dařilo udržovat pozice během Brusilovovy ofenzíy v oblasti Volyně. Na podzim 1916 byl pověřen velením jednotek na rumunské frontě a obranou hranic Sedmihradska, kde se mu v únoru 1917 podařilo odrazit útok ruské armády a v srpnu 1917 učinil pokus o obsazení Moldavska. Na přelomu let v zimě 1917–1918 byl povolán do severní Itálie jako velitel 6. armádního sboru, který byl však kvůli značným početním ztrátám krátce poté rozpuštěn. Na italské frontě setrval Sorsich ještě do května 1918 jako divizní velitel uherské zeměbrany, poté byl ale odvolán, nicméně k datu 1. května 1918 byl povýšen do hodnosti generála pěchoty. V červenci 1918 byl odeslán do podružné funkce velitele v Košicích, kde zůstal do zániku monarchie v listopadu 1918. K datu 1. ledna 1919 byl v armádě penzionován.
Po zániku Rakouska-Uherska a odchodu do penze žil v soukromí v Budapešti, kde také zemřel a je pohřben na hřbitově Farkasréti temetö.

## Řády a vyznamenání
Během vojenské kariéry obdržel řadu ocenění v Rakousku-Uhersku, za první světové války získal i vyznamenání od spojeneckých států.

### Rakousko-Uhersko
- Válečná medaile (1878)
- Jubilejní pamětní medaile (1898)
- Služební odznak pro důstojníky III. třídy (1902)
- Vojenský záslužný kříž III. třídy (1903)
- Vojenský jubilejní kříž (1908)
- Řád železné koruny III. třídy (1910)
- Služební odznak pro důstojníky II. třídy (1912)
- Vojenský záslužný kříž II. třídy (1916)
- Řád železné koruny II. třídy s válečnou dekorací (1916)
- Bronzová vojenská záslužná medaile (1916)
- komandérský kříž Leopoldova řádu (1917)

### Zahraničí
- Železný kříž II. třídy (1916, Německo)
- Železný kříž I. třídy (1916, Německo)
- Královský řád za vojenské zásluhy I. třídy (1917, Bulharsko)